# おネエ★MANS
『おネエ★MANS!』（おネエマンズ）は、2006年10月7日から2009年3月10日まで日本テレビで放送されたバラエティ番組。正式なタイトルは『超未来型カリスマSHOW おネエ★MANS!』（ちょうみらいがたカリスマショー おねえマンズ）。
放送時間は開始当初は毎週土曜17:30 - 18:00だったが、ゴールデンタイム進出後は毎週火曜19:00 - 19:58に変更された。

## 概要
前番組である『いただきマッスル!』（中京テレビ制作）の放送時間変更に伴い、2006年10月7日から放送開始。2007年10月23日からは『未知の世界を撮りたい 驚き(秘)映像ハンター!ドリームビジョン』の後番組としてゴールデンタイムに進出。このゴールデンタイムへの進出により、これまで未放映だった青森放送やテレビ岩手、ミヤギテレビ、福井放送（テレビ朝日系列とのクロスネット局）、読売テレビおよび広島テレビなどでも放映されるようになった。また進出後は2桁台を記録する週も出てきており、2008年3月18日のスペシャルでは18.9%と民放一位になった。ゴールデン進出後の平均視聴率は9.5%。（日経エンタテインメント2009年8月号P.47参照）
「おネエ」（一般的にゲイの中でも女性的なゲイと認知されている人物、オネエ言葉を話す人物）が数多くレギュラー出演する。その中にはファッションやメイクの「カリスマ」と呼ばれる人物が多く、ファッション・チェックや女性モデルを使ったメイク講座が行われる。殆どのコーナーが女性向けの内容となっている点も特徴的である。また2008年度流行語大賞に「おねえマン」がノミネートされるなど、近年ブームとなっている「おネエ系タレント」の地位を不動のものとすることになった。ただ、おネエはゲイ全体を代表しているわけではなく、あくまでゲイの一部であり、ゲイの全てがおネエ言葉を使ったり、美容やコスメに関心があるわけではなく、おネエと同一視されることを嫌う男性的なゲイも多い
2008年10月14日放送分より新装開店（リニューアル）を行い、各コーナーを大きく変化させたが、2009年4月よりバラエティ番組『サプライズ』がスタートするのに伴い、2009年3月10日の放送をもって終了した。なお後継番組には『魔女たちの22時』が放送され、司会は山口が引き続き担当し、一部の出演者もそのまま出演していたが、2011年3月22日で終了。

## 出演者

### 司会・進行
メイン
- 山口達也（当時TOKIO）－ゲイ役を演じたドラマ「同窓会」の影響で、出演者の絶大な支持を得ている。出演者からは「リーダー」と呼ばれている。
- 脊山麻理子（元日本テレビアナウンサー）

MC（こネエ★CHANS）
- にしおかすみこ （2008年10月14日 - ）
- はるな愛 （2008年10月14日 - ）
- クワバタオハラ （2008年10月14日 - ）

その他のMC
- 小島よしお（2008年3月18日の2時間スペシャルの特別司会）

### パネリスト
放送開始時からのメンバー
- 植松晃士 （ファッションのカリスマ・株式会社ヘルメット代表取締役・ファッションプロデューサー。通称：晃（コウ）ちゃん）
- 假屋崎省吾 （花と美のカリスマ・華道家・「假屋崎省吾花教室」主宰。通称：カーリー）
- 真島茂樹 （ショービズのカリスマ・ダンサー。通称：マジー）
- 別府武彦 （医療のカリスマ・医療福祉コンサルタント&カウンセラー・TERADA医療福祉カレッジ学長兼理事長。通称：たけみん）
- IKKO （メイクのカリスマ）
- 板井典夫 （料理のカリスマ・フードスタイリスト。通称：マロン）
- チャーリー礒崎 （スポーツのカリスマ・チェルキオプロモーション代表取締役・元マウンテンバイク世界選手権日本代表）
- 平澤隆司 （ヘアメイクのカリスマ・スタイリスト・ヘアサロン青山マックスブロンド所属）
- 如月音流 （ITのカリスマ・株式会社ニューゲージ代表取締役）

途中加入メンバー
- 花柳廸彦太 （日本舞踊のカリスマ・日本舞踊家。通称：ひこたん。2008年9月9日 - ）

### ナレーター
- 阪井あかね
- 三村ロンド

## 構成

### オープニング
タイトル表示後に山口達也のアップとなり「さあ始まりました超未来型カリスマSHOW おネエ★MANS! この番組は女性に優しい超未来型人類おネエ★MANSのみなさんに世の中の気になる情報をドッカンドッカン配信していただく番組です!!」という決まり口上の後、「さあそしてわたくしが…」という前ふりに続けて毎回メンバーや自分をネタにしたボケを交えた自己紹介を行う。
ゴールデン進出後に変化した部分として、画面右上にある「おネエMANS」のロゴが動くようになった。

### 美美美ビフォーアフター
女性芸能人を勝手にキレイにする企画。
コーナーの冒頭で、局の廊下を歩いている芸能人を待ち伏せし、防犯用の発射式ネットを撃ちこんで捕獲するというお約束がある。ネットは市販されているものだが、安全性を考え改良されている。真似されないように毎回その点を指摘するテロップを画面右下に表示。
捕獲担当は如月音流が最も多く、その他メンバーでは平澤隆司、花柳廸彦太、植松晃士、IKKOらが捕獲を担当したことがある。里田まいは、スザンヌが捕獲している。
最初にメンバーによって捕獲されたのは山田花子である。その前のにしおかすみこはごく普通にメンバーが突撃する形で捕獲、くわばたりえは控え室に仕掛けられていたネットによって捕獲されている。
スザンヌは2008年3月18日の2時間スペシャルで捕獲されたものの、バラエティー収録のため変身は取りやめられ、2008年7月15日放送分で再び捕獲された。（2度捕獲されたのは彼女のみ）
西川史子は発射式ネットではなく、ふつうの網を使用している。（この回のみ）
黒沢かずこは平澤隆司が捕獲に初挑戦し、森三中をエレベーターホールで待ち伏せして追いかけたが、誤って大島美幸を捕獲。
大林素子は捕獲しようとしたが捕獲器トラブルで網が発射できず、直接走って捕獲。
伊調千春、伊調馨は捕獲しようとした如月音流がタックルを受けて撃沈。応戦した山口達也も床に押さえつけられた。
新装開店前では唯一友近だけが捕獲のシーンなく登場している。
新装開店後
- 捕獲のシーンが一切なくなり、ごく一般的なゲストを迎える形に。ただし捕獲ネットは10日間でキレイにするのコーナーで復活。その後2時間スペシャルの男性捕獲でも復活した。

登場した芸能人
- 女性芸能人（●は複数回登場）
  - ●にしおかすみこ（最多出演）
  - くわばたりえ（クワバタオハラ）
  - 山田花子
  - 泰葉
  - ●エド・はるみ
  - 友近 - ダイエットに成功するが放映時間は10秒足らず。その理由は演出家やコーディネーターのふるまいに友近が反発した為。
  - 西川史子
  - 黒沢かずこ（森三中）
  - 鳥居みゆき
  - 大林素子
  - しずちゃん（南海キャンディーズ）
  - 笛吹雅子（日本テレビ報道キャスター）
  - 松本明子
  - 柳原可奈子
  - 渡辺直美
  - スザンヌ
  - 里田まい
  - 柴田理恵
  - 伊調千春
  - 伊調馨

- 新装開店後
  - ギャル曽根
  - 古村比呂
  - モエヤン
  - 大久保佳代子（オアシズ）
  - 新山千春
  - だいたひかる
  - 上原美優
  - かとうかず子
  - 和田アキ子
  - 浅野ゆう子
  - 坂口良子
  - 大沢あかね
  - 石野真子

男性芸能人
原則として女性対象のコーナーだが、二時間スペシャルでは登場している。リニューアル後も捕獲ネットシーンが続いている。
小島よしおは変身をスタジオで披露し、その回の2時間スペシャル限定で山口達也とW司会を務めた。宮下純一のみ捕獲シーンなし。木下隆行、ひぐち君は相方（木本武宏、山田ルイ53世）とまとめて捕獲され、メンバーが変身させる対象として一方を選択した。村上純、金田哲はしずるとはんにゃを4人まとめて捕獲し、大御所女優たちの変身の後、時間がないため各コンビ1人ずつの変身となった。上の2人を捕獲したのは菅野美穂で、メンバー以外の捕獲はスザンヌに次いで2人目。
- 小島よしお
- 世界のナベアツ（ジャリズム）
- 宮下純一（北京オリンピック水泳男子400メートルリレー銅メダリスト）
- 木下隆行（TKO）
- ひぐち君（髭男爵）
- 村上純（しずる）
- 金田哲（はんにゃ）

捕獲ネットについて
コーナー初期は捕獲された人物が呆然となりメンバーが趣旨を説明したり、突撃してきたメンバーを見ておネエ★MANSであることを理解したりといったシーンが多かったが、回を重ねるごとに「捕獲ネット=おネエ★MANS」というイメージが定着してきたため、捕獲されたのち、「これってもしかしておネエ★MANSですか?」（渡辺直美）、「捕獲されたってことは変身できるってことですよね?」（村上純）といった台詞が聞かれるようになった。（ただし村上は「アンタに用はない」と解放されている）2時間スペシャルにおいてはレギュラー放送では見られない下記のような特殊な使用例がある。
捕獲ネット特殊使用例
- IKKOが暴走発射し、無関係の加藤浩次を捕獲。
- 日本テレビごくせん神社前で仲間由紀恵と思しき後姿の人物に発射し、ニセヤンクミこと假屋崎省吾を捕獲。
- おもいっきりイイテレビ収録スタジオ前で、ネットに興味を持ったみのもんたが平澤隆司を捕獲。
- ごくせん収録スタジオで髙木雄也が如月音流から捕獲ネットを奪い取り上記のニセヤンクミを捕獲。
- 如月音流が観月ありさと美波を捕獲しようとしたところ、あらかじめプロデューサから持たされていた捕獲ネットによって逆に捕獲される。
- 菅野美穂が捕獲の練習としてはるな愛を「性別詐称」で逮捕（捕獲）。

### 10日間でキレイにする
女性芸能人を10日間でキレイにしようという企画。
小出真保は仕事場から出て来た所を山口達也が突撃しロケバスに連れ込んだ。はるな愛は早朝（写っている時計から見てAM7:00頃）自宅で寝起きドッキリ。バービーは捕獲ネットにより相方（ハジメ）ごと捕獲（これにより捕獲ネットが復活）。
10日間で目標を達成すると、メンバーからご褒美が与えられる。
登場した芸能人
- 小出真保（麦芽）
- はるな愛
- バービー（フォーリンラブ）

ご褒美
- 小出真保：山口達也が吹き替えを担当した映画「カンフーパンダ」のジャパンプレミアに招待され、ルーシー・リューと対面。
- はるな愛：本人の希望により、「こネエ★CHANS」として「おネエ★MANS」レギュラーに。
- バービー：日本テレビ生田スタジオで憧れの東幹久と対面

### マロンのクッキング
初期
出演者が料理手順を交代で担当しながら料理を完成させる。
中期
「お料理おブス」の女性芸能人を中心に料理を完成させる。
- 初めの頃は「お料理おブス」の自宅の冷蔵庫やキッチンをスタジオに持ち込みその具材や調理器具で料理していたが、その後お宅訪問のVTR方式となり、現在は写真のみの紹介と調理器具持参のシステムがとられている。

新装開店後
ゲストとメンバーによる料理とお料理おブスを併用する形に。
お約束事項
- 「お料理おブス」は金太郎の前掛型の「おブスエプロン」を着用。（初期〜中期）
- IKKOが調理を行う際は、似顔絵付きのピンクのフリルエプロン着用。
- 調理器具のスイッチを押す際にはマジーがターン等を披露しながら押す。
- カーリーが調理する際には途中から魔女の毒盛り風に。

登場したお料理おブス
- くわばたりえ（クワバタオハラ）
- 山田花子
- モエヤン
- 黒沢かずこ（森三中）
- 加藤夏希
- 隅田美保（アジアン）

新装開店後
- スザンヌ
- ほしのあき
- 朝丘雪路

### タカシのヘアアレンジ
初期は、スタジオ内でモデルに一流簡単テクニックを披露していたが、「タカシのクイックビューティーショップ」と題して芸能人に一流簡単テクニックを披露することに変更された。
来店した芸能人
- はるな愛
- くわばたりえ（クワバタオハラ）
- 西川史子
- 加藤夏希

### 花嫁プロデュース
女性芸能人の花嫁姿をレギュラーメンバーがそれぞれのテクニックと幅広い人脈を利用してプロデュースする。
プロデュース人と女性芸能人
- 植松晃士
  - 小原正子（クワバタオハラ）
  - 青田典子
- 假屋崎省吾
  - インリン・オブ・ジョイトイ
  - はるな愛
- IKKO
  - はしのえみ
- インリン・オブ・ジョイトイとはしのえみはこの放送後に本当に結婚。
- 青田典子は花嫁姿披露後に本人の提案で友人の島崎和歌子に結婚ドッキリを仕掛け、はるな愛が電話越しに地声で婚約者の「大西さん」に扮し見事大成功した。

### 今週の役にタツヤ
- 正式名称は「今週のこりゃ役にタツヤ」だが、テロップでは上記のように表記されている。
- 新装開店し新しく始まったコーナー。新装開店後は全てこのコーナーで番組が終わる。（2時間スペシャルを除く）
- その週に紹介されたコーナーの中で最も役に立つと思われるものを山口達也がセレクトする。
- セレクトに合わせて山口達也がコメディー的にそれを模した格好で登場する。
- 途中からIKKOとこネエ★CHANSも加わるようになった。

### その他のコーナー
- お得情報今週のベスト3（夕方放送時代）
- レシートーク（夕方放送時代、ゴールデン初期）
- マロンとマジーの高級賃貸物件探し（夕方放送時代）
- 大人買い（夕方放送時代）
- キャッツアイ（平澤隆司、別府武彦、如月音流:夕方放送時代）
- にっぽん大人買いツアー、世界大人買いツアー（ゴールデン初期）
- 海外お買い物ツアー
- コストコの達人
- 渋谷109お買い物ツアー
- 美容クリニック・若返り施術密着ドキュメント!
- 今週のカーリーフラワー
- マジーのダンスコーナー
- カーリーのフラワーアレンジ
- IKKOのメイクスクール
- 田舎へIKKO
- 花柳流品格をアップさせるテク
- おネットワーク

## スタッフ
- 構成：桝本壮志、山田美保子、ほそかわ紀子、ヒロハラノブヒコ、大熊智、金杉弘子、坂田康子
- リサーチ：フォーミュレーション（金田佑馬、鈴木麻予）、ニューズクリエイト（木村雄史）
- TM：古川誠一
- SW：村上和正
- CAM：小林豊
- MIX：中山貴晴
- AUD：依田正和
- VE：石山実
- LD：山内圭
- モニター：小内一豊
- 美術プロデューサー：中原晃一
- 美術デザイン：道勧英樹
- 装置：入江豊
- 装飾：高橋吉彦
- 電飾：伊藤伸朗
- メイク：田島加奈子
- CG：キャニットG
- 編集：若宮慎也
- MA：大竹誠司
- 音効：高取謙
- TK：春日千佳子
- 編成：中川学（復帰）
- 広報：神山喜久子
- マーケティング：進英二
- 制作進行：山中れい子、小澤愛子、榎本晃子、武政美紀
- デスク：濱村吏加
- ディレクター：徳永清孝 / 鈴木基之、舟澤謙二、丸山信也、畑山あゆみ、浦田祐一郎、川崎文平、今野恒、佐谷直子、大原正也、如沢大介、杉岡士朗、栗栖政文、小笠原豪、浜村俊郎、奥田隆英、中屋満、岡本映子
- 演出：清水星人
- プロデューサー：中西健、鬼頭直孝 / 斉藤みさ子、長谷川賢一、島田顕、米川昭吾
- チーフプロデューサー：中村英明
- 技術協力：NiTRo（旧日テレ映像センター）、ヌーベルフォース、日放、スタジオヴェルト
- 美術協力：日本テレビアート
- 制作協力：創輝、MOSQUITO
- 制作著作：日本テレビ
- 過去のスタッフ
  - 編成：中川学→前田伸一郎
  - プロデューサー：金田有浩、糸井聖一、松原紀子
  - チーフプロデューサー：梅原幹

## ネット局と放送時間

### 2007年10月以降の時差ネット局
| 地域   | 放送局                     | 放送曜日と時間           | 放送日遅れ | 備考 |
| ------ | -------------------------- | ------------------------ | ---------- | --- |
| 大分県 | 大分放送（OBS、JNN系列）   | 毎週土曜日 13:00 - 14:00 | 25日遅れ   | |
| 沖縄県 | 沖縄テレビ（OTV、FNN系列） | 毎週木曜日 24:40 - 25:40 | 37日遅れ   | 2007年11月にネット開始も2008年4月14日放送（実際には春のスペシャル）で打ち切り。 しかし同年5月からネット再開。 この影響で『ぐるぐるナインティナイン』は長期にわたり休止に追い込まれている |

### ゴールデン進出前
| 地域           | 放送局                        | 放送曜日と時間           | 放送日遅れ |
| -------------- | ----------------------------- | ------------------------ | ---------- |
| 関東広域圏     | 日本テレビ（NTV・番組制作局） | 毎週土曜日 17:30 - 18:00 | 同時ネット |
| 新潟県         | テレビ新潟（TeNY）            | 毎週土曜日 17:30 - 18:00 | 同時ネット |
| 静岡県         | 静岡第一テレビ（SDT）         | 毎週土曜日 17:30 - 18:00 | 同時ネット |
| 北海道         | 札幌テレビ（STV）             | 毎週火曜日 25:16 - 25:46 | 10日遅れ   |
| 福島県         | 福島中央テレビ（FCT）         | 毎週月曜日 24:26 - 24:56 | 不明       |
| 中京広域圏     | 中京テレビ（CTV）             | 毎週火曜日 24:56 - 25:26 | 10日遅れ   |
| 鳥取県・島根県 | 日本海テレビ（NKT）           | 毎週水曜日 15:55 - 16:24 | 不明       |
| 山口県         | 山口放送（KRY）               | 毎週水曜日 24:26 - 24:56 | 不明       |
| 香川県・岡山県 | 西日本放送（RNC）             | 毎週月曜日 25:31 - 26:01 | 不明       |
| 福岡県         | 福岡放送（FBS）               | 毎週月曜日 24:56 - 25:26 | 16日遅れ   |
| 長崎県         | 長崎国際テレビ（NIB）         | 毎週土曜日 17:25 - 17:55 | 14日遅れ   |
| 大分県         | 大分放送（OBS、JNN系列）      | 毎週火曜日 23:55 - 24:25 | 10日遅れ   |

以前はテレビ信州（TSB）でも、2007年7月28日まで14日遅れで毎週土曜日17:00 - 17:30に放送されていた。その後本番組がゴールデンタイムに進出するのに伴い、10月23日のゴールデン初回放送からネットを再開することとなった。